# Bernard Bourreau
Bernard Bourreau (Garat, Charente, 2 de setembre de 1951) va ser un ciclista francès, que fou professional entre 1973 i 1984, sempre a l'equip Peugeot. Quan era amateur va guanyar la medalla de bronze al Campionat del Món en ruta per darrere dels polonesos Ryszard Szurkowski i Stanisław Szozda. Va participar en els Jocs Olímpics de 1972. Actualment és el seleccionador nacional francès.

## Palmarès
- 1971
  - 1r al Manx Trophy
- 1973
  - 1r a la Ruta de França
  - 1r al Tour del Gavaudan
  - Vencedor de 2 etapes al Girobio
- 1974
  - 1r al Gran Premi d'Isbergues
- 1975
  - 1r a la Ruta nivernaise
  - Vencedor d'una etapa al Circuit de La Sarthe
- 1976
  - Vencedor d'una etapa a l'Étoile des Espoirs
- 1978
  - Vencedor d'una etapa al Tour del Llemosí
- 1980
  - Vencedor d'una etapa al Tour de Valclusa
- 1981
  - 1r al Tour de Vendée
- 1982
  - Vencedor d'una etapa al Clásico RCN

### Resultats a la Volta a Espanya
- 1974. 36è de la classificació general

### Resultats al Tour de França
- 1974. 52è de la classificació general
- 1975. 40è de la classificació general
- 1976. 30è de la classificació general
- 1977. 34è de la classificació general
- 1978. 28è de la classificació general
- 1979. 79è de la classificació general
- 1980. 40è de la classificació general
- 1981. 72è de la classificació general
- 1982. Abandona (17a etapa)
- 1983. 53è de la classificació general
- 1984. 86è de la classificació general